# Alejandro VII

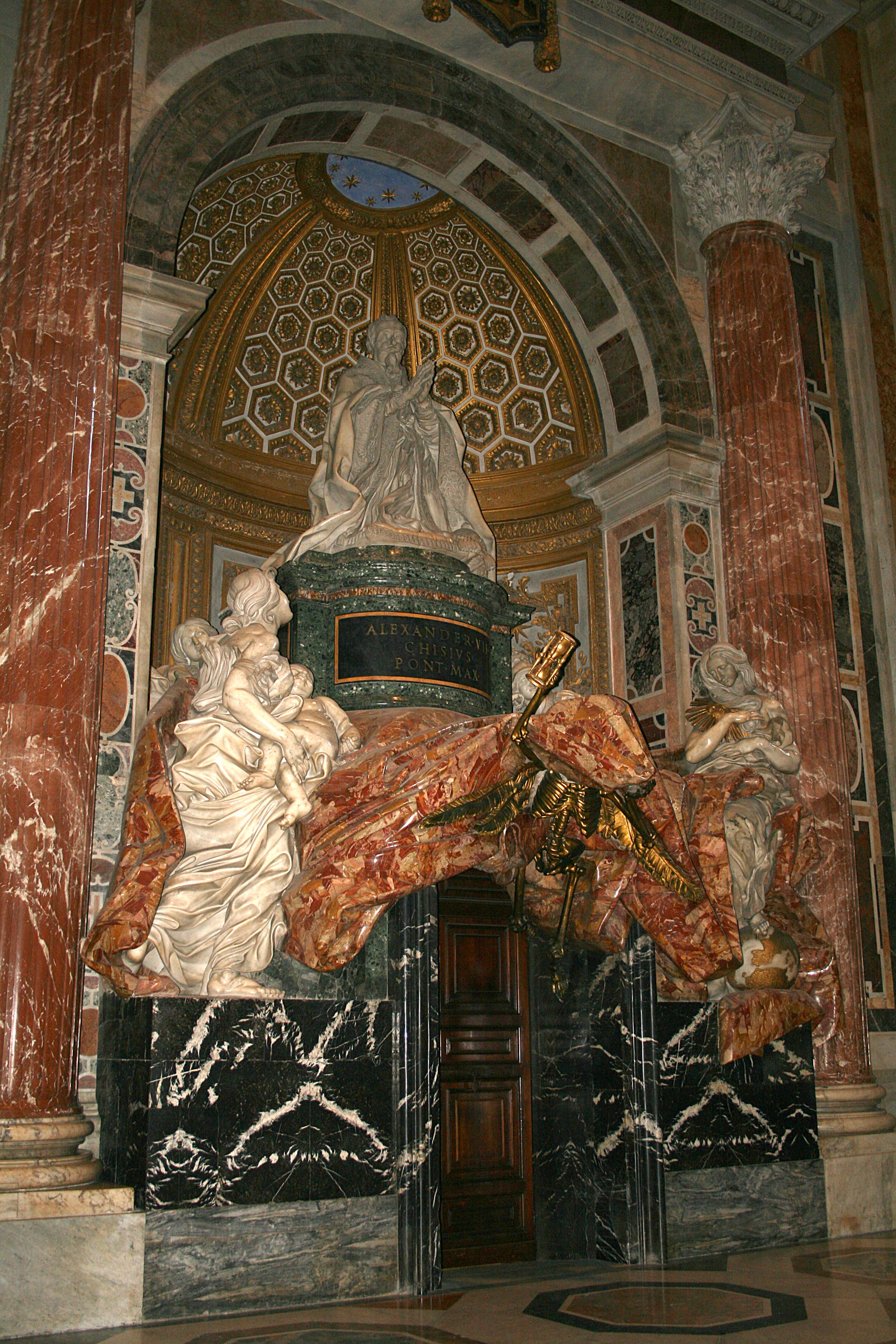
La tumba del papa Alejandro VII - Basílica de San Pedro (Vaticano), por Gian Lorenzo Bernini.

Alejandro VII (Siena, 13 de febrero de 1599-Roma, 22 de mayo de 1667) fue el 237.º papa de la Iglesia católica entre 1655 y 1667.

## Orígenes y formación
Nacido como Fabio Chigi en el seno de una ilustre familia de banqueros, era sobrino nieto del papa Paulo V. Debido a los ataques cerebrovasculares que sufría, recibió una educación privada para posteriormente, tras superar su enfermedad, doctorarse en filosofía, derecho y teología en la Universidad de Siena.

## Carrera eclesiástica
Bajo el pontificado de Urbano VIII, inició su carrera eclesiástica en 1627, cuando fue nombrado vicedelegado papal en Ferrara y, tras ser recomendado por dos cardenales, se le nombró inquisidor de Malta y nuncio en Colonia (1639-1651). 
Aunque debería haber participado en las negociaciones que condujeron en 1648 al Tratado de Westfalia, rechazó deliberar con herejes y protestó, una vez concluidas las negociaciones, contra el tratado, que puso fin a la Guerra de los Treinta Años y que inauguró un equilibrio de poder en Europa que habría de durar hasta las guerras de la Revolución francesa.
El papa Inocencio X le llamó a Roma nombrándole cardenal en 1652 y secretario de estado.

## Papado
Al morir Inocencio, Chigi, el candidato preferido de España, fue elegido papa después de ochenta días de cónclave, el 7 de abril de 1655.

### Nepotismo
Inicialmente contrario al nepotismo, durante el primer año de su papado prohibió a sus parientes incluso visitar Roma. Sin embargo, durante el consistorio del 2 de abril de 1656, anunció que su hermano y sus sobrinos acudirían a asistirle, quedando la administración eclesiástica en manos de sus parientes a partir de entonces. Esta medida, que supuso un nuevo florecimiento del nepotismo, la complementó proporcionando a los miembros de su familia que residían en su ciudad natal los puestos civiles y eclesiásticos mejor pagados así como magníficos palacios y haciendas.

### Impulsor de las artes
Incapaz de centrar su atención en los asuntos de estado, Alejandro VII se volcó en la literatura y la filosofía siendo el autor de una colección de sus poemas en latín que fue publicada, en 1656, en París bajo el título de Philomathi Labores Juveniles. 
Fomentó asimismo la arquitectura y el embellecimiento general de Roma, donde se derribaron casas para realizar un nuevo trazado de las calles romanas, convirtiéndose además en un gran mecenas, especialmente de Bernini, a quien encargó la construcción de la bella columnata de la plaza de la Basílica de San Pedro y confió obras como la ornamentación de la iglesia de Santa María del Popolo, la Scala Regia (1666), o la Cátedra de San Pedro en la basílica Vaticana entre otras. Bernini fue el encargado, asimismo, de esculpir el sepulcro del papa a su muerte.

### Relación con Francia
En política exterior sus instintos no fueron ni tan humanistas ni tuvieron resultados tan satisfactorios, viéndose su pontificado ensombrecido por la continua fricción con el Cardenal Mazarino, consejero de Luis XIV de Francia y regente durante su minoría de edad.
La enemistad entre Mazarino y Alejandro tenía su origen en las negociaciones que desembocaron en la Paz de Westfalia y que ambos vivieron desde posiciones enfrentadas. La hostilidad mutua se vio incrementada durante el cónclave que elegiría a Alejandro y en el que Mazarino no ocultó su oposición a su elección, aunque finalmente se vio obligado finalmente a aceptarlo como solución de compromiso, aunque impidió que Luis XIV le enviase la usual embajada de obediencia y pleitesía.
Posteriormente y, mientras duró su vida, frustró el nombramiento de un embajador francés en Roma, haciendo que los asuntos diplomáticos quedasen en manos de los cardenales, con frecuencia enemigos personales del Papa.
La muerte de Mazarino no supuso una distensión de las relaciones ya que aunque, en 1662, se nombró embajador al Duque de Crèqui este mantuvo una política igualmente hostil hacía Alejandro VII, provocando, debido a su abuso del tradicional derecho de asilo otorgado a los recintos de las embajadas en Roma, continuos conflictos con la Santa Sede que alcanzaron su punto culminante a raíz de un insignificante tropiezo entre la guardia corsa del papa y el servicio del duque.
Magnificado artificialmente, provocó que Luis XIV tomara represalias tan desproporcionadas como despojar temporalmente a la Santa Sede de sus posesiones en Aviñón y amenazar con una fulminante declaración de guerra. El conflicto se solucionó cuando el pontífice, sufriendo una denigrante ofensa, firmó un incondicional tratado de paz (Pisa, 1664).

### Relación con España y Portugal
Al igual que su predecesor en el solio pontificio, Alejandro VII favoreció a los españoles en sus reclamaciones sobre Portugal, que había restablecido su independencia en 1640.

### Jesuitas y jansenistas
Declarado partidario de los jesuitas, cuando los venecianos solicitaron su ayuda en Creta para combatir a los turcos otomanos, Alejandro VII obtuvo a cambio la promesa de volver a permitir la entrada de los jesuitas en territorio veneciano, del que habían sido expulsados en 1606.
También se decantó por los jesuitas en su conflicto con los jansenitas, cuya condena ya apoyó ardientemente en su etapa como consejero de Inocencio X. 
Los jansenistas franceses afirmaban que las proposiciones condenadas por Inocencio X en 1653 no podían encontrarse en el libro Agustinus, escrito por Cornelius Jansen, pero no solo no lograron que Alejandro VII levantara dicha condena, sino que fue confirmada mediante la publicación, el 16 de octubre de 1656, de la bula Ad Sanctam Beati Petri Sedem, en la que declaraba que cinco de las proposiciones de Jansen, en su mayoría aquellas concernientes a la gracia y a la naturaleza pecaminosa del hombre, eran heréticas, incluyendo la proposición "que Cristo murió, o derramó su sangre por todos los hombres".
También envió a Francia su famoso "formulario", que había de ser firmado por todo el clero como manera de detectar y extirpar el jansenismo con lo que inflamó a la opinión pública.

### Canonizaciones
Durante su pontificado, Alejandro VII canonizó a Ramón Nonato (1657), Tomás de Villanueva (1658), Francisco de Sales (1665), San Juan de Mata (1666) y San Félix de Valois (1666).

### Otras actuaciones
Entre otras decisiones prohibió la traducción del Misal romano al francés en 1661. Durante su papado se produjo la conversión de la reina Cristina de Suecia, quien, tras su abdicación, se trasladó a Roma donde fue confirmada en su bautismo el día de Navidad de 1655 por el papa en quien encontró un amigo y benefactor generoso. Nombró un total de 38 cardenales. Reconoció como oficial el milagro que realizó el Cordón o Cinta de San José sobre la religiosa Agustina Isabel Sillevoort el 11 de junio de 1657, ayudando con este acto a la extensión de la tradición de usar el Cordón o Cinta de San José por parte de las mujeres embarazadas y de aquellas que lo quieren estar.
Murió en 1667. Fue sepultado en un espectacular sepulcro realizado por Bernini en la Basílica de San Pedro.
Las profecías de San Malaquías se refieren a este papa como Montium custos (El guardián de los montes), cita que al parecer hace referencia a en su escudo de armas figuraba una estrella sobre unos montes.